# Grid Legends
Grid Legends (zapisywane również jako GRID Legends) – komputerowy symulator jazdy stanowiący dziesiątą część w serii TOCA Race Driver, wyprodukowany przez Codemasters i wydany przez Electronic Arts 25 lutego 2022 na platformy PC (Microsoft Windows) i konsole ósmej oraz dziewiątej generacji, w grudniu 2023 na Mac App Store oraz 12 stycznia 2023 na platformę Meta Quest.

## Rozgrywka
Grid Legends oferuje przynajmniej 130 różnych torów wyścigowych, na których gracze mogą brać udział w wyścigach samochodowych. Odwzorowuje prawdziwe tory wyścigowe, takie jak Brands Hatch, Indianapolis Motor Speedway, Suzuka International Racing Course czy Mount Panorama Circuit, a także miejskie tory wyścigowe umiejscowione w takich miastach jak San Francisco, Paryż, Londyn czy Moskwa. Ponadto w grze dostępnych jest ponad 100 różnych modeli pojazdów z kategorii samochodów turystycznych, ciągników siodłowych, samochodów jednomiejscowych o otwartym nadwoziu, pikapów V8, samochodów przystosowanych do driftu czy samochodów elektrycznych, którymi można się ścigać na torach wyścigowych, miejskich torach wyścigowych oraz na bezdrożach.
Jest to pierwsza gra w serii, która udostępnia graczom narzędzia do tworzenia własnych zawodów wyścigowych – użytkownicy mogą tworzyć niestandardowe trasy, tworzyć przeszkody, a także ustalać zasady wyścigów i ograniczenia samochodów w których można brać udział. Gra udostępnia także tryb dedykowany wykonywanie dostosowanych zrzutów ekranu z rozgrywki.

## Produkcja
Gra została zapowiedziana podczas transmisji internetowej konferencji EA Play Live 2021. Jest to pierwsza gra wydana przez firmę Electronic Arts, a nie jak dotychczas przez Codemasters. Poprzez zmianę wydawcy gra poza platformą Steam dystrybuowana jest także na platformie wydawcy – Origin. Jest to również pierwsza gra z serii, która pojawia się na konsolach dziewiątej generacji. Gra miała swoją premierę 25 lutego 2022.
W lipcu 2022 zapowiedziano wydanie gry na platformę PC z systemem macOS, na którym gra ukazała się w grudniu 2023 roku. 12 stycznia 2023 gra została wydana na urządzenia Meta Quest.

## Odbiór gry
Grid Legends uzyskało „ogólnie pochlebne” recenzje w agregatorze opinii Metacritic, zdobywając wyniki 75/100 dla platformy PC oraz 77/100 dla PlayStation 5, a także recenzje „średnie i mieszane” z wynikiem 73/100 dla platformy Xbox Series X/S.
Redakcja serwisu IGN przyznała grze 7 punktów na 10 stwierdzając: „Nie jest to oczywiste na pierwszy rzut oka, ale Grid Legends to zdecydowanie krok w przód w porównaniu do gry GRID z 2019 roku, z większą ilością torów, rodzajów wyścigów i ekstremalnie sprytnym sposobie dołączania do tryby wieloosobowego. Nie jest to jednak gwałtowny skok, zwłaszcza, że lista ponownie wykorzystanych modeli samochodów powiększa się, a możliwości ich dostosowywania marnują się”.
Redakcja serwisu Eurogamer natomiast napisała w recenzji: „Są tutaj znaczące powtórzenia z rebootu serii z 2019 roku, ale nieliczne nowości są przynajmniej dziksze i bardziej wyspecjalizowane”. Pochwalono także tryb wieloosobowy gry, tryb fabularny oraz narzędzia do tworzenia własnych zawodów wyścigowych.